# Most Bernardyński w Bydgoszczy

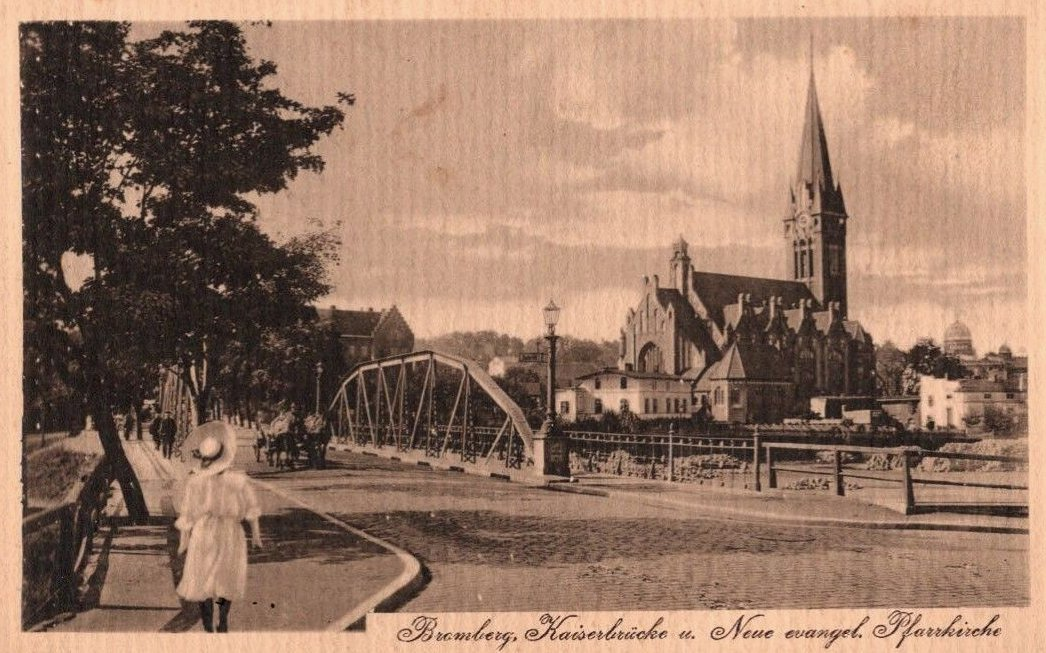
Stary most Bernardyński (1875–1945)

Most Bernardyński – most drogowo-tramwajowy, żelbetowy, sprężony, na rzece Brdzie, na wschodnim obrzeżu Starego Miasta w Bydgoszczy.

## Lokalizacja
Most Bernardyński spina oba brzegi Brdy, poniżej Starego Miasta. Przechodząca tędy ruchliwa ulica Bernardyńska łączy: Wały Jagiellońskie i ulicę Toruńską na prawym oraz ulicę Jagiellońską na lewym brzegu rzeki. Mostem przebiega również linia tramwajowa, użytkowana przez pojazdy linii nr 2 i 6.

## Nazwa mostu
Nazwy mostu na przestrzeni lat:
- 1872–1920[2] – Kaiserbrücke
- 1920–1939 – Bernardyński
- 1939–1945 – Kaiserbrücke
- od 1963 – Bernardyński

Zarówno ulica, jak i most zawdzięczają swą nazwę pobliskiemu klasztorowi, w którym od 1480 do 1829 r. zamieszkiwali bernardyni. Natomiast niemiecka nazwa mostu nawiązuje do cesarza niemieckiego i króla Prus Wilhelma I.

## Historia

### Most kratownicowy 1870-1945
Budowa mostu była planowana przy okazji wytyczania nowej drogi miejskiej, która miała odciążyć starą przeprawę mostową w ciągu ul. Mostowej i Gdańskiej. Ruch przez Brdę zwiększył się w Bydgoszczy po 1851 r., kiedy na północnych przedmieściach miasta wybudowano linię Pruskiej Kolei Wschodniej wraz z dworcem oraz wytyczono rozległe obszary przeznaczone pod zabudowę.
Pierwszy wniosek o budowę nowej ulicy, zwanej dziś ulicą Bernardyńską, magistrat miasta Bydgoszczy złożył 7 grudnia 1855 r. Liczne trudności urzędowe, finansowe, a także związane z uzgodnieniami dotyczącymi przebiegu ulicy i wykupów terenu sprawiły, że budowa doszła do skutku dopiero 20 lat później – w 1875 r. Po trwających wiele lat uzgodnieniach, w 1864 r. złożono w urzędzie rejencji bydgoskiej wniosek o zatwierdzenie trasy z mostem dwuprzęsłowym. Jednak z uwagi na sprawność i bezpieczeństwo żeglugi na rzece Brdzie, konieczne okazało się wzniesienie droższego mostu jednoprzęsłowego.
Prace rozpoczęto w 1867 r. w bydgoskiej fabryce maszyn „Bracia Adolf i Teodor Wolff”. W wytwórni powstał żelazny, kratownicowy most o rozpiętości 34,36 m i szerokości 12,2 m. Rozstaw dźwigarów wynosił 7,92 m, a ich wysokość 4,57 m. Jezdnia miała szerokość 7,32 m, a ciągi piesze oparte na dźwigarach wspornikowych – 1,82 m. Całkowity koszt przeprawy wynosił 45 tys. talarów. Montaż konstrukcji stalowej na przyczółkach wykonano 15 maja 1870 r. Zakończenie robót drogowych ulicy Bernardyńskiej nastąpiło w 1872 r.
Most stalowy posiadał dwa dźwigary kratowe i łukowe o 9 podziałach oraz nawierzchnię drewnianą. Po obu jego stronach znajdowały się chodniki dla pieszych. Obiekt był oświetlony czterema latarniami gazowymi, które stały przy wjazdach na most.
Na początku XX wieku, podczas przebudowy drogi wodnej Wisła-Odra w obrębie Bydgoszczy, konieczna okazała się przebudowa mostu, aby spełniał on wymogi ówczesnej żeglugi. Należało podwyższyć obiekt, aby zwiększyć odległość między konstrukcją a poziomem rzeki. Nowy, podniesiony o 60 cm, most oddano do użytku w 1903 r. W takim stanie obiekt przetrwał do wybuchu II wojny światowej.
Most Bernardyński został wysadzony w powietrze 4 września 1939 r. przez saperów 62 Pułku Piechoty Wielkopolskiej. Odbudowany prowizorycznie jesienią 1939 r., został ponownie zniszczony przez wycofujących się Niemców 22 stycznia 1945 r.

### Most tymczasowy 1945-1963
Po ustaniu działań wojennych resztki mostu zostały wydobyte z koryta Brdy i zezłomowane. W latach 1945–1960 istniała drewniana przeprawa tymczasowa, której oś przebiegała poniżej obecnego mostu. Był to trzyprzęsłowy most saperski o stalowych dźwigarach i drewnianej jezdni i podporach.

### Most kablobetonowy od 1963 r.
Do odbudowy obiektu przystąpiono w 1960 r., zaś prace wykonano w latach 1962-1964. Most wykonano w nowatorskiej wówczas konstrukcji sprężonej kablobetonowej. Budowano go metodą nawisową, po raz pierwszy w kraju przy pomocy ruchomego rusztowania. Autor projektu mgr inż. Maksymilian Wolff otrzymał za niego II nagrodę od Komitetu Budownictwa, Urbanistyki i Architektury. Wykonawcą było Płockie Przedsiębiorstwo Robót Mostowych. 28 grudnia 1963 roku odbyły się pierwsze próby wytrzymałościowe, a trzy dni później most oddano do użytku. Posiadał on pośrodku torowisko tramwajowe, dwie jezdnie drogowe o dwóch pasach ruchu każda oraz chodniki dla pieszych.
Remontu częściowego obiektu dokonano w 1968 r., zaś w 2000 roku dokonano remontu kapitalnego. Od 2005 roku most jest nocą iluminowany.
W 2019 przeprowadzono remont dylatacji obiektu.
We  wrześniu 2024 roku, podczas prac utrzymaniowych, odkryto uszkodzenie stalowego przegubu mostu. Podczas naprawy, która trwała do grudnia 2024 roku odkryto, że podczas budowy nie użyto zaplanowanej ilości stali zbrojeniowej i do przeciążenia konstrukcji doprowadziły prawdopodobnie te niedobory zbrojenia oraz dodatkowe warstwy betonu. 

## Dane techniczne
Rozpiętość teoretyczna przęseł mostu wynosi 12 m + 40 m + 12 m. Szerokość pomostu wynosi 27,30 m. Konstrukcję nośną stanowią kablobetonowe prefabrykowane segmenty skrzynkowe wykonane w Polsce pierwszy raz metodą betonowania wspornikowego. Wysokość dźwigarów w środku rozpiętości wynosi 0,95 m, co stanowi 1/42 rozpiętości, nad filarami 2,5 m. Most jest układem trójprzęsłowym z przegubem w przęśle środkowym. Położony jest w ukosie 72°30′, posiada dźwigary o zmiennej wysokości według paraboli stopnia trzeciego oraz łuk pionowy R = 2000 m. Dźwigary mają przekrój skrzynkowy i rozstaw środników 6,65 m. Środniki dźwigarów mają szerokość 40 cm na całej długości mostu. Metodą betonowania nawisowego wykonano przęsło środkowe nad nurtem rzeki przy pomocy dwóch kompletów stalowych rusztowań przesuwnych. Cykl wykonania segmentu o długości 3 m i szerokości 14,5 m (objętość betonu 20 m³) wyniósł w okresie jesiennym 3,5 doby. Do sprężania mostu użyto kable linowe (37Ø5mm). Poprzecznie most sprężono kablami Freyssineta (18Ø5 mm).
Przyczółki i filary wykonano jako żelbetowe, pełnościenne, posadowione na żelbetowych palach wierconych typu Franki. Światło żeglowne pod mostem wynosi 5,05 × 20 m. Nośność mostu wynosi 30 ton. Obiektem dysponuje Zarząd Dróg Miejskich i Komunikacji Publicznej w Bydgoszczy.
We wrześniu 2024 r. odkryto awarię dylatacji mostu. 

## Obciążenie ruchem
Most Bernardyński należy do obiektów bardzo obciążonych ruchem drogowym w Bydgoszczy. Pomiar ruchu w 2006 r. wykazał, że w szczycie komunikacyjnym przejeżdża przezeń ok. 1960 pojazdów na godzinę. Na moście często tworzą się zatory pojazdów, co jest związane z ograniczoną przepustowością rond: Jagiellońskiego i Bernardyńskiego.